# Харшиладзе, Рамаз Ноевич
Рамаз Ноевич Харшиладзе (груз. რამაზ ნოეს ძე ხარშილაძე 16 января 1951, село Нацаргора, Грузинская ССР, СССР—11 сентября 2017) — заслуженный мастер спорта СССР по дзюдо, серебряный призёр Олимпийских игр, бронзовый призёр чемпионата мира, победитель и призёр чемпионатов Европы, неоднократный победитель и призёр чемпионатов СССР по дзюдо, призёр чемпионата СССР по самбо.

## Биография
Впервые выступил на международной арене в 1970 году, выиграв серебряную медаль на чемпионате Европы среди юниоров. В 1972 году занял третье место на международном турнире во Франкфурт-на-Одере, выступая уже среди взрослых, в 1973 году выиграл международный турнир в Тбилиси и стал чемпионом СССР. В 1974 году стал чемпионом турнира Polish Open в Варшаве и вновь победил на чемпионате СССР. В следующем году снова стал первым на международном турнире в Тбилиси, стал чемпионом Европы в командном зачёте, выиграл турнир German Open в Бад-Хомбурге и стал третьим на чемпионате мира в Вене. 1976 год принёс борцу первое место на турнире в Тбилиси, золото на чемпионате СССР, бронзу на Tournoi de Paris и второе место на чемпионате Европы в команде.
Выступая на Летних Олимпийских играх 1976 года в Монреале, боролся в весовой категории до 93 килограммов. В его категории выступали 32 спортсмена, разделённые на две группы. Борец, победивший во всех схватках группы, выходил в финал, где встречался с победившим из другой группы. В «утешительных» схватках встречались те борцы, которые проиграли победителю группы: так, борец «Б», проигравший в первой схватке борцу «А», во второй схватке (при условии, что борец «А» свою вторую схватку выиграл) боролся с проигравшим борцу «А», и если выигрывал, то продолжал участвовать в турнире до тех пор, пока борец «А» не проигрывал. Победители в утешительных схватках получали бронзовые медали.
Рамаз Харшиладзе успешно дошёл до финала, при этом в полуфинале, используя оригинальную подсечку из чидаобы, победил серебряного призёра Олимпийских игр 1972 года Дэвида Старбрука.
В финале игр Рамаз Харшиладзе встретился с явным фаворитом турнира Кадзухиро Ниномия. Японский борец доминировал всю схватку, не позволив Харшиладзе даже серьёзных попыток проведения приёма. К концу десятиминутной схватки у советского борца за пассивное ведение борьбы было предупреждение кей-коку (за которое сопернику присуждается ваза-ари) и кроме того, японец ещё выигрывал юко за удачно проведённую заднюю подножку (о-сото гари)
После олимпийских игр борец дважды становится чемпионом СССР (1979, 1980), один раз серебряным призёром (1977) и бронзовым призёром (1981) чемпионатов СССР по дзюдо, бронзовым призёром чемпионата СССР по самбо (1978), трижды выигрывал международный турнир в Тбилиси (1978, 1979, 1981), становится чемпионом турнира German Open в Бохуме (1977), выигрывал предолимпийский турнир в Москве (1980) и чемпионат Дружественных армий (1980).
Окончил Тбилисский политехнический институт.
В Хашури проводится ежегодный турнир имени Рамаза Харшиладзе